# Кочи, Теодор
Теодор Кочи, или Карл Георг Теодор Кочи (нем. Theodor Kotschy или нем. Karl Georg Theodor Kotschy, или нем. Carl Georg Theodor Kotschy, 15 апреля 1813 — 11 июня 1866) — австрийский ботаник.

## Биография
Теодор Кочи родился в городе Устронь 15 апреля 1813 года.
В 1840 году он посетил Кипр. В 1841 году Теодор Кочи посетил Малую Азию. С 1842 по 1843 год он был в экспедиции в Персии.
Теодор Кочи умер в Вене 11 июня 1866 года.

## Научная деятельность
Теодор Кочи специализировался на Мохообразных и на семенных растениях.

## Научные работы
- Abbildungen und Beschreibungen neuer und seltener Thiere und Pflanzen, in Syrien und im westlichen Taurus gesammelt. 1843.
- Analecta botanica (zusammen mit Heinrich Wilhelm Schott und Carl Frederik Nyman). 1854.
- Coniferen des Cilicischen Taurus (zusammen mit Franz Antoine). 1855.
- Die Eichen Europas und des Orients. 1858—1862.
- Plantae Tinneanae. 1867.